# 夕焼けHEADLINE
『夕焼けHEADLINE』（ゆうやけヘッドライン）は、かつてFM NACK5で放送されていたラジオ番組。

## 概要
放送時間は毎週月曜日 - 木曜日 17:00 - 17:50。テーマ曲は春畑道哉「Wings」。
2014年（平成26年）3月まで放送されていた「夕焼けSHUTTLE」の17時台をそのままにして、その日の出来事を、ヘッドライン形式で分かりやすく伝える内容に変更。
番組では注目されるニュースを取り上げる「今日のアンテナ」や、その日一日をヘッドライン形式で振り返る「ニュースフラッシュ」のコーナーを設ける。また、スポーツやエンタメの情報に加え、リスナーから寄せられた「我が家のニュース」を紹介する。
なお前番組「夕焼けSHUTTLE」では埼玉県さいたま市大宮区の大宮駅西口アルシェ5階にあるCDショップ、HMV大宮アルシェ店内のサテライトスタジオ「STUDIO ARCHE」から公開生放送を行っていたが、本番組は本社スタジオからの放送となる。
エンディングの際に黒田が言う台詞である、「英: Let's be positive!!（前向きに行こう!!）」の絶叫は不変。毎回言っていた。
2019年（平成31年）3月28日（木曜日）を以って放送終了した。

## パーソナリティ
- 黒田治

※黒田が夏季休暇で出演出来ない場合は代理パーソナリティが担当。

## タイムテーブル
- 17:00　オープニング
- 17:05　NACK5 NEWS
- 17:09　今日のアンテナ
- 17:15　NACK5 TRAFFIC（パチンコ・スロット 夢らんどグループ提供）
- 17:20　ニュースフラッシュ
- 17:26　NACK5 TRAFFIC（トヨタ勝又グループ提供）
- 17:33　我が家のニュース
- 17:40　NACK5 TRAFFIC
- 17:45　ライオンズレポーター（プロ野球シーズン中(毎年4月～9月)のみ、埼玉西武ライオンズの試合がある時）
- 17:47　エンディング